# Violator
Violator (в переводе с англ. — «Нарушитель») — седьмой студийный альбом британской группы Depeche Mode. Он был записан на нескольких студиях с мая по декабрь 1989 года и впервые выпущен в Великобритании на лейбле Mute Records 19 марта 1990 года. Важную роль в создании и продвижении пластинки сыграли продюсер Флад, звукорежиссёр Франсуа Кеворкян и Антон Корбейн, который оформил обложку, сделал рекламные фотографии и снял видеосопровождения к песням из альбома и концертным выступлениям.
Violator стал наиболее известной и коммерчески успешной работой коллектива и в 1996 году получил сертификат трижды платинового диска от Американской ассоциации звукозаписывающих компаний. В поддержку альбома Depeche Mode выпустили четыре сингла (главные из которых — «Personal Jesus» и «Enjoy the Silence») и провели успешное мировое турне, включавшее концерты в Северной Америке, Австралии, Японии и Европе. В 2003 году журнал Rolling Stone поместил Violator на 342-е место в списке «500 величайших альбомов всех времён», а в 2020 году — на 167-е место в новом списке. 3 апреля 2006 года вышли ремастерированное и коллекционное переиздания пластинки.

## Создание и запись
После выпуска студийного альбома Music for the Masses к участникам Depeche Mode пришло понимание того, что они достигли определённого уровня и должны двигаться вперёд. По словам Дэйва Гаана, им необходимо было сменить направление, а для этого в первую очередь следовало изменить процесс создания музыки. Предыдущие работы группы создавались по одному и тому же принципу: сначала проходила встреча, на которой музыканты решали, как будет звучать пластинка; затем Мартин Гор записывал на домашней аппаратуре демо, после чего участники собирались в студии для записи вокала и дальнейшей обработки материала. Как признался Энди Флетчер, постепенно демозаписи Гора становились всё более качественными, что не позволяло остальным музыкантам группы творчески проявлять себя. Вскоре они решили, что в этот раз всё должно быть по-другому: «…Мы сказали Мартину: „Просто представь нам демо с акустической гитарой и органом — только тексты и аккорды, чтобы далее мы могли всей группой решить, в каком направлении песни будут развиваться“».
На роль продюсера группа хотела пригласить Брайана Ино, но в итоге был выбран его звукоинженер Марк Эллис (более известный как Флад), который до этого работал с Nitzer Ebb и Nine Inch Nails, а для Depeche Mode в 1986 году сделал ремикс на песню «Stripped». Он был рад сотрудничеству, поскольку его привлекал стиль коллектива (уникальный, по мнению Флада), а также возможность вывести поп-группу на новую территорию и сделать похожей на своих предыдущих подопечных. Музыкантам же требовался хороший руководитель, который «смог бы просто время от времени их пинать» (по выражению Гаана) и, кроме того, объединил бы их усилия для выхода на более высокий уровень. Мартин Гор признался, что Флад сыграл значительную роль в успехе альбома: «Он действительно заставил нас переступать границы и делать вещи, совсем не похожие на те, которые мы делали раньше. Он заставил нас гораздо больше исполнять, а не просто программировать всё, как раньше». Алан Уайлдер так описал их совместную работу: «Наши стили дополнили друг друга, мой музыкальный взгляд сочетался с его технической доблестью».
Создание пластинки проходило в несколько этапов. С мая 1989 года Depeche Mode в течение семи недель записывались на студии Logic в Милане. В этот период Уайлдер и Флад занимались новыми звуками и секвенциями, в то время как остальные участники гуляли по городу и развлекались. Однако время не прошло даром: Энди Флетчер рассказал, что хотя в Милане и было записано не так много, именно там возник «дух альбома»; Уайлдер, в свою очередь, заметил, что он в этот раз работал более продуктивно, поскольку при записи предыдущих дисков его беспокоили другие участники коллектива, которые бездельничали в студии и не давали сосредоточиться. Когда миланские сессии были завершены, музыканты сделали перерыв и по приглашению журнала The Face отправились в Детройт, где вместе с Дерриком Мэем совершили прогулку по танцевальным клубам города. Журналист Джон Мак-Криди, сопровождавший их, заметил, что звучавшая техно-музыка заинтересовала участников группы, которых местные диджеи считали первопроходцами этого жанра.
Depeche Mode продолжили запись летом 1989 года на датской студии Puk, где процесс создания ускорился. Несмотря на то что отдельные композиции многократно перезаписывались, этот период, по словам Алана Уайлдера был наиболее «продуктивным и приятным». Тем не менее он был омрачён постепенно усугублявшейся депрессией Энди Флетчера, который становился всё более отчуждённым и мнительным: музыкант подозревал у себя рак и обращался к нескольким докторам. Сначала коллеги не восприняли его проблемы всерьёз, посчитав их позёрством: «Мы понятия не имели, что у него депрессия, — сказал Гор. — Выглядело так, как будто он ломал комедию, изображая несчастье». «Его болезнь оказала на группу воздействие, — признался Дэйв Гаан, — определённо, мы все очень о нём волновались». Вскоре Флетчер был госпитализирован в психиатрическую клинику The Priory, расположенную на юге Лондона, и Depeche Mode продолжили работу над альбомом без него. К августу были готовы восемь песен, и у Violator появились не только ясные очертания, но и название.
В сентябре 1989 года группа перебралась в лондонскую студию The Church, где возобновила запись, а звукорежиссёры Франсуа Кеворкян и Стив Лайон приступили к сведению готового материала. Кеворкян также сыграл важную роль в создании пластинки: по словам Уайлдера, он усилил электронное звучание альбома, а конфликты, которые иногда возникали с ним, только шли на пользу записи, привнося в неё дополнительные штрихи. Некоторые треки претерпели значительные изменения по сравнению с первоначальными версиями. Так, в «Clean» в последний момент добавили партию бас-гитары с дилеем, а в «Policy of Truth» долгое время подбирали звучание основного риффа: «… Мы, должно быть, попробовали сто разных вариантов перед тем, как остановились на слайд-гитаре, которая оказалась важна в звучании всего альбома», — рассказал Алан Уайлдер. В песне «Enjoy the Silence», изначально задуманной как медленная баллада, был ускорен ритм и добавлен гитарный рифф. Violator был завершён в конце декабря 1989 года на студии Axis в Нью-Йорке.

## Выпуск и продвижение
29 августа 1989 года в Великобритании в поддержку Violator был выпущен сингл «Personal Jesus». По словам участников Depeche Mode, они выбрали лучшую песню альбома, однако сомневались в её успехе и опасались скандала в США, где ранее композиция «Blasphemous Rumours» уже подвергалась критике со стороны религиозных деятелей. Песня была одобрительно встречена как поклонниками группы, так и музыкальными журналистами. Иэстин Джордж в Record Mirror удостоил «Personal Jesus» звания «сингл недели» с такими словами: «Лучшие парни Бэзилдона нахватали достижений прошлого, нарядили их в кожаные штаны и добавили точно отмеренной гитары в духе Дуэйна Эдди. Я никогда не думал, что однажды скажу что-то хорошее о Depeche Mode, так что для меня это значимая веха». Сингл занял 13-е место в британском чарте, где продержался восемь недель и стал наиболее успешной песней со времени выхода «Master and Servant» пять лет тому назад. В США «Personal Jesus» вышел 19 сентября. Сначала опасения группы не оправдались, и религиозные организации благожелательно отнеслись к песне, однако они изменили свою точку зрения, когда в рекламных целях было размещено объявление в газетах с текстом «Твой личный Иисус» и номером телефона, позвонив по которому можно было прослушать новинку. С этим синглом Depeche Mode в начале декабря достигли 28-й строки в чарте Hot 100, проведя в нём 20 недель, а также впервые вошли в лучшую тройку хит-парада Modern Rock Tracks. 23 января 1990 года «Personal Jesus» получил сертификат золотого диска от Американской ассоциации звукозаписывающих компаний и стал самой успешной 12-дюймовой пластинкой, выпущенной компанией Warner Bros.
Вторым синглом альбома стал «Enjoy the Silence», выпущенный 5 февраля 1990 года в Великобритании, где спустя две недели занял шестую строку национального чарта и позднее получил премию BRIT Awards. Он также вошёл в топ-10 Германии, Швейцарии, Нидерландов, Франции и Швеции. В США сингл поступил в продажу 27 февраля, однако только 14 апреля, после того как MTV и другие музыкальные телеканалы поставили в активную ротацию видеоклип на песню, она смогла попасть в «горячую сотню» журнала Billboard, где в итоге заняла восьмое место, что является наилучшим результатом в этом чарте для Depeche Mode. С Violator были выпущены ещё два сингла: «Policy of Truth» — в мае 1990 года, накануне завершения американской части турне в поддержку альбома, и «World in My Eyes» — 17 сентября. Антон Корбейн был режиссёром всех четырёх клипов к синглам; он также снял видеосопровождение к песням «Clean» и «Halo», и эти шесть работ составили видеосборник Strange Too, изданный в ноябре того же года.
Релиз альбома состоялся 19 марта 1990 года в Великобритании и на следующий день в США. За четыре дня до начала продаж тысячи поклонников группы образовали очередь, растянувшуюся на несколько километров, возле музыкального магазина Wherehouse в Лос-Анджелесе, где должна была пройти автограф-сессия коллектива. Когда Depeche Mode прибыли, число желающих получить автограф, по разным данным, составляло от 17 до 20 тысяч. Часть фанатов в поисках лучшего обзора заполонила здание Beverly Center, расположенное напротив магазина. Опасаясь за безопасность музыкантов, полиция приняла решение досрочно завершить мероприятие. Начались уличные беспорядки, несколько человек были госпитализированы с небольшими травмами. Для утихомиривания толпы фанатов потребовалось около двухсот полицейских единиц. По заявлению начальника городской полиции, это была «крупнейшая операция со времён визита президента». На следующий день состоялась пресс-конференция, на которой участники Depeche Mode извинились за инцидент. В качестве компенсации поклонникам, не попавшим на встречу с Depeche Mode, Дэниел Миллер выпустил 25 000 экземпляров дисков с редкими записями коллектива; их можно было получить, написав на адрес радиостанции KROQ.
Violator стал самым успешным на тот момент альбомом Depeche Mode. Он возглавил хит-парад Франции и вошёл в лучшую пятёрку в Великобритании, Германии, Канаде, Австрии и Швейцарии. В США он стал первой пластинкой коллектива, вошедшей в верхнюю десятку Billboard 200, где продержался рекордные для группы 74 недели, добравшись до седьмого места в еженедельном чарте и заняв 17-ю позицию в итоговом рейтинге, составленном в конце года. Американская ассоциация звукозаписывающих компаний выдала альбому сертификат платинового диска через два месяца после релиза и во второй раз — весной следующего года. 1 мая 1996 года Violator получил статус трижды платинового за три миллиона экземпляров, проданных в США. Всего в мире было продано семь миллионов экземпляров.
В поддержку альбома Depeche Mode отправились в концертное турне под названием World Violation Tour, в рамках которого в течение шести месяцев состоялись 88 выступлений. Половина из них пришлась на первую, американскую часть гастролей, стартовавшую 28 мая 1990 года концертом в «Сивик Центр» в Пенсаколе. После трёхнедельного перерыва 31 августа началась восточная часть турне, во время которой коллектив впервые сыграл в Австралии и дал несколько концертов в Японии. Затем последовал заключительный, европейский этап, завершившийся в ноябре шестью аншлаговыми выступлениями в Великобритании. World Violation Tour также стал самым успешным на тот момент туром группы: по сообщениям в прессе, билеты на концерты раскупались за несколько часов, причём задолго до намеченной даты.

## Отзывы
| Оценки критиков      | Оценки критиков |
| Источник             | Оценка          |
| -------------------- | --------------- |
| AllMusic             | [ 21 ]          |
| Robert Christgau     | (C−)            |
| Entertainment Weekly | (B−)            |
| Melody Maker         | без оценки      |
| New Musical Express  | (8/10)          |
| Pitchfork            | (7.9/10)        |
| Q                    | [ 26 ]          |
| Rolling Stone (1990) | [ 27 ]          |
| Rolling Stone (2010) | [ 28 ]          |
| Slant Magazine       | [ 4 ]           |
| Sounds               | [ 29 ]          |
| Spin                 | [ 30 ]          |
| Пьеро Скаруффи       | (6/10)          |

Violator получил в целом положительные отзывы музыкальных критиков, мнения которых Дэйв Гаан резюмировал следующим образом: «Я ненавижу этих идиотов, но альбом-то хорош!». Хелен Мид в рецензии для журнала New Musical Express оценила альбом в 8 баллов из 10 и противопоставила музыку Depeche Mode «хаусу или лязгающим ублюдкам из нью-бит-группы Front 242». Пол Лестер из Melody Maker написал, что Violator отличается от всего предыдущего творчества коллектива и включает в себя «самые захватывающие работы»; он также отметил авторское своеобразие пластинки и одобрил элементы блюза, с которыми экспериментировали музыканты. В журнале Q, поставив диску 4,5 звезды, его описали следующим образом: «Не будучи особенно жизнерадостным и коммерческим, он полон коварных песен, которые подкрадываются к вам и захватывают ум». Положительное впечатление альбом произвёл на Тима Николсона из Record Mirror: «В этом идеально сформированном вакууме нет ни одного лишнего звука, песни здесь как яркие звёзды в чёрном небе или серебряные запонки на мягкой чёрной кожаной куртке». Рецензент Entertainment Weekly Грег Сандоу поставил альбому отметку B-; по его мнению, новая запись «более разнообразна, чем это требуется от легко запоминающейся поп-музыки».
Отрицательный отзыв в журнале Rolling Stone написал Чак Эдди: он поставил пластинке две звезды из пяти и пришёл к выводу, что группа никогда не запишет вещь, настолько же интересную, как хит 1981 года «Just Can’t Get Enough». Американский критик Роберт Кристгау в своей колонке «Гид потребителя» поставил альбому оценку (C−) и заявил, что коллектив угождает непостоянным вкусам американских и британских подростков.
Итальянский автор Пьеро Скаруффи оценил работу на шесть баллов из десяти и назвал её «важным поворотным моментом», поскольку помимо обычных, характерных для Depeche Mode песен «Policy of Truth» и «World in My Eyes» на диске присутствовали «Enjoy the Silence» и «Personal Jesus», с помощью которых группа «освободилась от ветхого синтипопа». На сайте Pitchfork альбому поставили 7,9 из 10; по словам рецензента, именно эта классическая запись коллектива во многом сформировала представление о Depeche Mode у большинства слушателей. Высший балл Violator получил на AllMusic; по мнению Нэда Раггетта, группа «здесь достигла поразительных высот». В интернет-журнале Slant альбом назвали «основным эталоном поп-, рок- и электронной музыки», в заключение добавив, что ни одна другая работа коллектива не была «столь очаровательной и утончённой».
«Violator… помог создать господствующий дух альтернативы следующего десятилетия: готический страх, декаданс и наркотики. Его успех, по существу, открыл дверь в мейнстрим для коллективов, находившихся под явным влиянием „модов“, таких как Nine Inch Nails, и для гранжа».
Violator был включён в различные списки лучших альбомов. В годовом рейтинге пластинок, составленном музыкальными критиками, он занял третье место в журнале Select и 50-е — по версии NME, а также вошёл в список главных записей 1990 года (без определённого порядка) журналов Q и Vox. В 1995 году он был включён в список журнала Q — In Our Lifetime: Q’s 100 Best Albums 1986−94, а через год занял 66-ю строку в рейтинге лучших дисков 90-х журнала Select. Музыкальный критик Нэд Раггетт поставил Violator на второе место в своём списке «136 главных альбомов 90-х», составленном в 1999 году. Он вошёл также в число важнейших работ 1990-х годов, по мнению редакции Terrorizer (2000). В списке «500 величайших альбомов всех времён», опубликованном журналом Rolling Stone в 2003 году, пластинка разместилась на 342-й позиции, а в 2010 году — на 57-й в рейтинге ста лучших записей 90-х, составленном тем же изданием. По версии портала Vice альбом занимает 11-ю строчку в списке «99 лучших танцевальных альбомов всех времён». Violator был упомянут в книге «Тысяча и один музыкальный альбом, который стоит прослушать, прежде чем вы умрёте» (2005), а также в списке с похожим названием от музыкальной команды веб-сайта The Guardian (2007).

## Содержание
Violator состоит из девяти треков с двумя скрытыми интерлюдиями; в одной из них впервые была использована запись игры на гитаре Дэйва Гаана, исполнившего большую часть вокальных партий, за исключением композиций «Sweetest Perfection» и «Blue Dress», в которых вокалистом выступил Мартин Гор, автор текстов и музыки всех песен альбома. Его название, по словам Гора, является «шуткой» и карикатурой на заголовки хеви-металлических дисков. На обложке, оформленной Антоном Корбейном, изображена красная роза на тёмном фоне; похожее оформление присутствует также на обложке сингла «Enjoy the Silence» и в видеоклипе на эту песню.
Особенностью звучания Violator является использование засемплированных звуков «живых» инструментов — ударных и гитар. Алан Уайлдер так объяснил этот выбор: «Причина, по которой драм-машины звучат механически, отчасти в одинаковости. Два удара по малому барабану никогда не звучат одинаково, если играет живой ударник — мне это нравится». По словам Дэйва Гаана, во время работы над альбомом группа стремилась привнести в запись традиционные блюзовые аккорды, получив в итоге звучание, описанное им как «футуристический блюз». На сайте Slant Magazine причиной успеха пластинки назвали то, что «она с такой лёгкостью соединяет танцевальную музыку, готик-рок и синтипоп со старомодным мотауновским фанком и рок-н-роллом». Некоторые элементы Violator вызывают ассоциации с работами других музыкантов. Так, партия бас-гитары из «Clean» напоминает композицию группы Pink Floyd «One of These Days» из альбома Meddle, с чем согласился Алан Уайлдер, однако, по его словам, «это не семпл из „флойдов“. Это было сделано с использованием аналогового синтезатора и семплированной бас-гитары». Саймон Рейнольдс из Melody Maker в описании сингла «Enjoy the Silence» отметил влияние жанра нью-эйдж в звучании синтезатора и сходство гитарной партии со стилем группы New Order. Песню «World in My Eyes» Алан Уайлдер описал как «этакий кивок в сторону Kraftwerk», чьё влияние отметили также в журнале New Musical Express. На треке «Waiting for the Night» Depeche Mode решили создать атмосферу из музыки группы Tangerine Dream; её влияние на «галлюциногенное звучание» композиции «Clean» отметила также Хелен Мид.
Пол Лестер в Melody Maker описал альбом как «тёмный, мрачный и порочный». Хотя Мартин Гор предпочитал не объяснять свои тексты и не любил буквальных трактовок, в интервью The Guardian он перечислил главные темы своей лирики того периода: «Отношения, господство, похоть, любовь, добро, зло, кровосмешение, грех, религия, аморальность». Автор согласился с журналистом NME Стюартом Макони, усмотревшим в тексте «World in My Eyes» отголоски экзистенциализма: «В ней я говорю о том, что в любви, сексе и удовольствии нет ничего неправильного. И я не против того, что ты упоминаешь экзистенциализм, потому что на меня он действительно оказал влияние. Возможно, Камю, Кафка и Брехт так же сильно повлияли на меня, как и поп-музыка». В песне «Personal Jesus», вдохновлённой мемуарами Присциллы Пресли, заключена идея о том, что, подобно Элвису, «человек может быть Иисусом для другого <…>, и это не слишком-то уравновешенный взгляд на человека».

## Список композиций
Релиз 1990 года
 Британский LP: Mute (каталожный номер: Stumm 64)
Слова и музыка всех песен — Мартин Гор. Дэвид Гаан — основной вокалист всех песен, кроме «Sweetest Perfection» и «Blue Dress», которые спеты Мартином. «Interlude #2 — Crucified» имеет вокал Энди Флетчера. «Interlude #3», «Memphisto», «Sibeling» и «Kaleid» — инструментальные композиции.
| №                   | Название                | Длительность |
| ------------------- | ----------------------- | ------------ |
| 1.                  | «World in My Eyes»      | 4:27         |
| 2.                  | «Sweetest Perfection»   | 4:44         |
| 3.                  | «Personal Jesus»        | 4:56         |
| 4.                  | «Halo»                  | 4:30         |
| 5.                  | «Waiting for the Night» | 6:07         |
| Общая длительность: | Общая длительность:     | 24:39        |

| №                   | Название                                                           | Длительность  |
| ------------------- | ------------------------------------------------------------------ | ------------- |
| 6.                  | «Enjoy the Silence» (Interlude #2 — Crucified (скрытый трек, 1:52) | 6:13          |
| 7.                  | «Policy of Truth»                                                  | 4:55          |
| 8.                  | «Blue Dress» (Interlude #3 (скрытый трек, 1:23)                    | 5:38          |
| 9.                  | «Clean»                                                            | 5:33          |
| Общая длительность: | Общая длительность:                                                | 22:18 (47:02) |

| №                   | Название                                | Длительность |
| ------------------- | --------------------------------------- | ------------ |
| 1.                  | «Enjoy the Silence» (single version)    | 4:17         |
| 2.                  | «Enjoy the Silence» (Ecstatic Dub)      | 5:54         |
| 3.                  | «Enjoy the Silence» (Ecstatic Dub Edit) | 5:45         |
| 4.                  | «Sibeling» (single version)             | 3:13         |
| 5.                  | «Enjoy the Silence» (Bass Line)         | 7:42         |
| 6.                  | «Enjoy the Silence» (Harmonium)         | 2:42         |
| 7.                  | «Enjoy the Silence» (Ricki Tik Tik Mix) | 5:28         |
| 8.                  | «Memphisto» (single version)            | 4:01         |
| Общая длительность: | Общая длительность:                     | 86:04        |

- Это редкое первое японское двух-дисковое издание Violator. Он поставляется в толстом двойном футляре для CD с двенадцатистраничным буклетом с текстами песен, шестнадцатистраничной японской вставкой, вставкой «Enjoy the Silence» и сорокастраничным календарём с картинками 1991 года. Второе издание было исправлено и включало «Enjoy the Silence» (Hands and Feet Mix) вместо отредактированного экстатического дубля.

Примечания
- «Enjoy the Silence» включает скрытый трек «Interlude #2 (Crucified)», начинающийся в 4:21[44][45][46][47].
- «Blue Dress» включает в себя скрытый трек «Interlude #3», начинающийся в 4:18[44][45][46][47].
- Согласно веб-сайту группы, первоначальное название «Waiting for the Night» было «Waiting for the Night to Fall», а остальная часть названия была опущена из-за ошибки печати[48]. Однако во время онлайн-сессии вопросов и ответов Алан Уайлдер заявил, что история была «неверной»[49].
- Как в оригинальном виниловом издании в США, так и в оригинальном виниловом издании в Великобритании есть сокращенная версия «Personal Jesus»[44].

| №                   | Название                | Длительность |
| ------------------- | ----------------------- | ------------ |
| 1.                  | «World in My Eyes»      | 4:27         |
| 2.                  | «Sweetest Perfection»   | 4:44         |
| 3.                  | «Personal Jesus»        | 4:56         |
| 4.                  | «Halo»                  | 4:30         |
| 5.                  | «Waiting for the Night» | 6:07         |
| 6.                  | «Enjoy the Silence»     | 6:13         |
| 7.                  | «Policy of Truth»       | 4:55         |
| 8.                  | «Blue Dress»            | 5:38         |
| 9.                  | «Clean»                 | 5:33         |
| Общая длительность: | Общая длительность:     | 47:02        |

| №                   | Название                   | Длительность |
| ------------------- | -------------------------- | ------------ |
| 10.                 | «Dangerous»                | 4:21         |
| 11.                 | «Memphisto»                | 4:01         |
| 12.                 | «Sibeling»                 | 3:17         |
| 13.                 | «Kaleid»                   | 4:17         |
| 14.                 | «Happiest Girl» (Jack Mix) | 4:58         |
| 15.                 | «Sea of Sin» (Tonal Mix)   | 4:43         |
| Общая длительность: | Общая длительность:        | 24:37        |

Фильм о процессе создания альбома
| №   | Название                                                     | Длительность   |
| --- | ------------------------------------------------------------ | -------------- |
| 20. | «Depeche Mode 89−91 (If You Wanna Use Guitars, Use Guitars)» | 32:31 (104:10) |

## Участники записи
Depeche Mode
- Дэйв Гаан — вокал (кроме «Sweetest Perfection» и «Blue Dress»), бэк-вокал на «Sweetest Perfection», гитара на «Interlude #2 — Crucified»
- Мартин Гор — клавишные, гитара, бэк-вокал, вокал на «Sweetest Perfection» и «Blue Dress»
- Алан Уайлдер — программирование, клавишные, бэк-вокал, ударные, драм-машина
- Эндрю Флетчер — клавишные, бас-гитара, бэк-вокал, искажённый вокал на «Interlude #2 — Crucified».
- Нильс Таксен (приглашённый музыкант) — стил-гитара на «Clean»[14]
- Флад — продюсер, сведение
- Антон Корбейн — оформление обложки, фотограф

Технический персонал
| - Алан Грегори — звукорежиссёр - Питер Иверсен — звукорежиссёр - Франсуа Кеворкян — звукорежиссёр, сведение (кроме «Enjoy the Silence») - Стив Лайон — звукорежиссёр - Фил Легг — звукорежиссёр, сведение («Enjoy the Silence») - Дэниел Миллер — сведение («Enjoy the Silence»), буклет - Деннис Митчелл — звукорежиссёр - Пино Пискетола — звукорежиссёр - Го Хотода — звукорежиссёр | Ассистенты звукорежиссёра - Дэрил Бамонт - Дэвид Браун - Марк Фланнери - Дик Мири - Рики |

## Чарты и сертификации
| Страна         | Место |
| -------------- | ----- |
| Австралия      | 42    |
| Австрия        | 4     |
| Великобритания | 2     |
| Германия       | 2     |
| Испания        | 93    |
| Италия         | 77    |
| Канада         | 5     |
| Нидерланды     | 17    |
| Новая Зеландия | 28    |
| Норвегия       | 12    |
| США            | 7     |
| Франция        | 1     |
| Швейцария      | 2     |
| Швеция         | 6     |

| Страна  | Место |
| ------- | ----- |
| Австрия | 18    |
| Канада  | 16    |
| США     | 17    |

| Регион | Сертификация  | Продажи    |
| --- | ------------- | ---------- |
| Австрия (IFPI Austria)                                                                                                   | Золотой       | 25 000*    |
| Канада (Music Canada) | 2× Платиновый | 200 000^   |
| Франция (SNEP) | Платиновый    | 300 000*   |
| Германия (BVMI) | Платиновый    | 500 000^   |
| Италия (FIMI) · продажи 1990                                                                                             | Платиновый    | 250,000*   |
| Италия (FIMI) · продажи 2009                                                                                             | Золотой       | 25 000*    |
| Испания (PROMUSICAE) | Платиновый    | 100 000^   |
| Швеция (GLF) | Золотой       | 50 000^    |
| Швейцария (IFPI Switzerland)                                                                                             | Платиновый    | 50 000^    |
| Великобритания (BPI) | Золотой       | 100 000^   |
| США (RIAA) | 3× Платиновый | 3 000 000^ |
| * Данные о продажах приведены только на основе сертификации. ^ Данные о тиражах приведены только на основе сертификации. |               |            |

### Синглы
| Сингл               | Максимальная позиция в чарте | Максимальная позиция в чарте | Максимальная позиция в чарте | Максимальная позиция в чарте | Максимальная позиция в чарте | Максимальная позиция в чарте | Максимальная позиция в чарте | Максимальная позиция в чарте | Максимальная позиция в чарте | Максимальная позиция в чарте | Максимальная позиция в чарте | Максимальная позиция в чарте |
| Сингл               | GB                           | US                           | DE                           | CH                           | FR                           | NL                           | SE                           | DK                           | NZ                           | ES                           | IT                           | AT                           |
| ------------------- | ---------------------------- | ---------------------------- | ---------------------------- | ---------------------------- | ---------------------------- | ---------------------------- | ---------------------------- | ---------------------------- | ---------------------------- | ---------------------------- | ---------------------------- | ---------------------------- |
| «Personal Jesus»    | 13                           | 28                           | 5                            | 5                            | 27                           | 62                           | 17                           | 15                           | 14                           | —                            | —                            | —                            |
| «Enjoy the Silence» | 6                            | 8                            | 2                            | 2                            | 9                            | 5                            | 5                            | 1                            | 40                           | 5                            | 10                           | 13                           |
| «Policy of Truth»   | 16                           | 15                           | 7                            | 12                           | 31                           | 37                           | 20                           | —                            | —                            | —                            | —                            | —                            |
| «World in My Eyes»  | 17                           | 52                           | 7                            | 5                            | 30                           | 49                           | —                            | —                            | —                            | —                            | —                            | —                            |

- Золотой сертификат также получили синглы «Enjoy the Silence» (США, Германия, Швеция) и «Personal Jesus» (США)[6][70][71].